# Hatě (Bečváry)
Hatě je vesnice, část obce Bečváry v okrese Kolín. Leží 4,3 km jižně od Bečvár. Hatě je také název katastrálního území o rozloze 1,33 km².
Vsí prochází železniční trať Kolín - Ledečko a je zde zřízena zastávka Hatě (těsně za hranicí katastru, v sousedním k.ú. Žíšov a tedy v okrese Kutná Hora).

## Název
Název obce vznikl od slova hacka, což je staročeský výraz pro můstek z proutí, větví a otýpek, případně balvanů naházených blízko sebe, který tvořil přechod přechod přes bažiny nebo močály.

## Historie
První zpráva o vsi, která se původně jmenovala Hacky, pochází z roku 1338. Tehdy ji Pertold, Čeněk a Jindřich z Lipé prodali Staroboleslavské kapitule. Po roce 1421 je získal Bohuš Kozlík z Drahobudic, jehož syn je prodal Mikuláši Popelovi z Vesce. V roce 1489 se vzpomínají ve vlastnictví Jindřicha Popela z Vesce a v roce 1531 jako majetek Petra Bohdaneckého z Hodkova, majitele Červeného Hrádku. Po třicetileté válce se vzpomíná v berní rule z roku 1654 ves zcela pustá, bez jediného osadníka. Obnovena byla až v roce 1669 hrabětem Janem Fridrichem z Trautmannsdorfu, když Bečváry patřily k červenopečeckému panství. Do roku 1843 se ves rozrostla na 24 domů se 147 obyvateli.
V letech 1869–1910 byla vesnice součástí obce Horní Jelčany, v letech 1921–1950 samostatnou obcí, v letech 1961–1979 byla vesnice součástí obce Drahobudice a od 1. ledna 1980 se stala součástí obce Bečváry.

## Obyvatelstvo
| Rok            | 1869 | 1880 | 1890 | 1900 | 1910 | 1921 | 1930 | 1950 | 1961 | 1970 | 1980 | 1991 | 2001 | 2011 | 2021 |
| -------------- | ---- | ---- | ---- | ---- | ---- | ---- | ---- | ---- | ---- | ---- | ---- | ---- | ---- | ---- | ---- |
| Počet obyvatel | 150  | 168  | 134  | 145  | 146  | 126  | 116  | 98   | 92   | 70   | 54   | 45   | 34   | 41   | 49   |
| Počet domů     | 26   | 27   | 26   | 28   | 25   | 25   | 24   | 25   | 25   | 24   | 20   | 17   | 19   | 20   | 22   |

## Pamětihodnosti
- Kaplička se zvoničkou

## Galerie

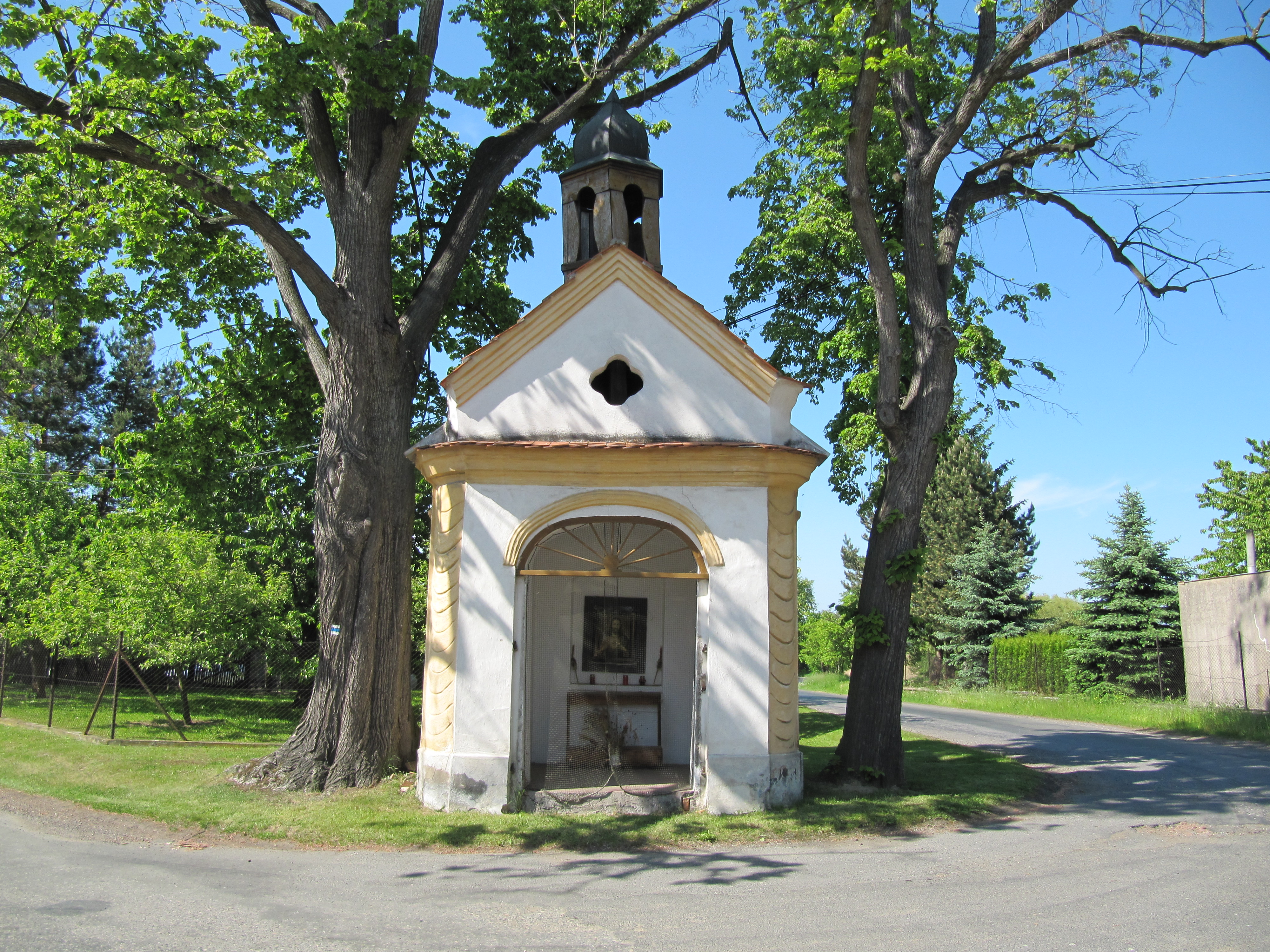
Památkově chráněná kaplička svatého Václava z roku 1841
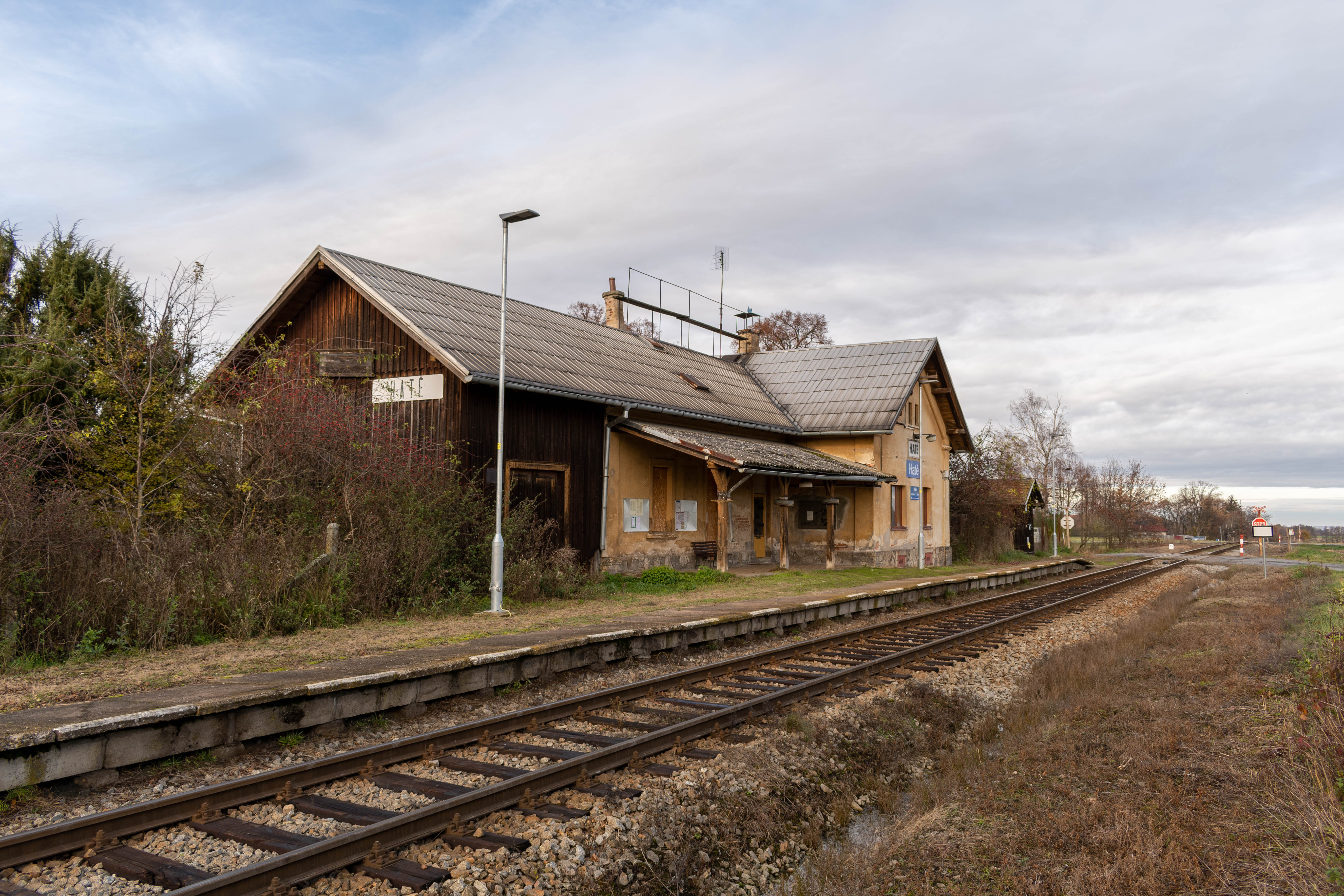
Železniční zastávka Hatě
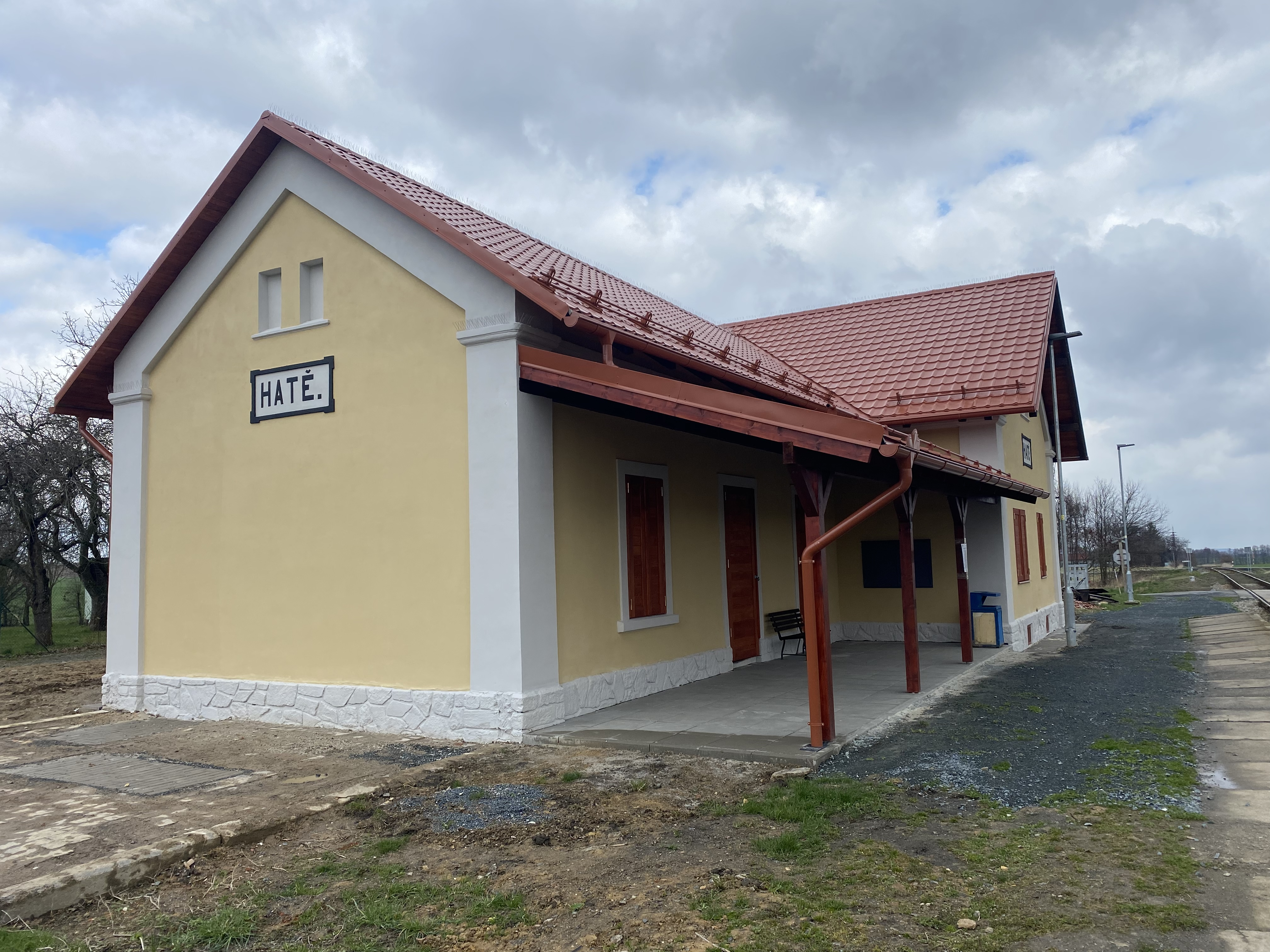
Hatě nádraží po rekonstrukci - 2022